# Sack Island
Sack Island ist eine 700 m lange Felseninsel im Archipel der Windmill-Inseln vor der Budd-Küste des ostantarktischen Wilkeslands. Sie liegt 330 m östlich des südlichen Endes der Insel Holl Island.
Die Insel wurde anhand von Luftaufnahmen der US-amerikanischen Operation Highjump (1946–1947) vom Februar 1947 kartiert. Das Advisory Committee on Antarctic Names benannte sie 1963 nach Norman F. Sack (1921–1978), Fotograf der Central Task Force der Operation Highjump, welcher bei der Operation Windmill (1947–1948) an der Fotodokumentation des Gebiets um die hier beschriebene Insel beteiligt war.